# Trichoblatta valida
Trichoblatta valida är en kackerlacksart som beskrevs av Bei-Bienko 1969. Trichoblatta valida ingår i släktet Trichoblatta och familjen jättekackerlackor.

## Underarter
Arten delas in i följande underarter:
- T. v. valida
- T. v. moderata